# Brun jordtunga
Brun jordtunga (Geoglossum hakelieri) är en svampart som tillhör divisionen sporsäcksvampar, och som beskrevs av Nitare. Brun jordtunga ingår i släktet Geoglossum, och familjen Geoglossaceae. Enligt den svenska rödlistan är arten sårbar i Sverige. Arten förekommer i Götaland och Nedre Norrland. Arten har tidigare förekommit i Svealand men är numera lokalt utdöd. Artens livsmiljö är jordbrukslandskap.